# Danh sách vụ vi phạm về môi trường Việt Nam 2016
Danh sách các vụ vi phạm về môi trường Việt Nam 2016 ghi lại những vụ vi phạm về môi trường ở Việt Nam được báo chí đưa tin trong năm 2016.
Dẫn chứng từ số liệu của Tổng cục Thống kê, PGS.TS Đinh Đức Trường - Phó trưởng khoa Môi trường và đô thị Trường ĐH Kinh tế quốc dân cho hay có đến 80% khu công nghiệp Việt Nam đang vi phạm quy định về môi trường. Không ít doanh nghiệp FDI mang công nghệ bị cấm sử dụng ở nước họ sang Việt Nam, nơi có tiêu chuẩn môi trường thấp hơn để tiếp tục vòng đời công nghệ, tận dụng chi phí đầu tư môi trường thấp, các loại thuế, phí đánh vào môi trường cũng thấp hơn ở công ty mẹ. Mỗi năm, Việt Nam thiệt hại do ô nhiễm môi trường tương đương với 5% GDP, trong khi con số này của Trung Quốc là 10%. Tuy nhiên, nếu ô nhiễm môi trường theo đà tăng tiến như hiện nay, Việt Nam có thể vượt qua Trung Quốc về ô nhiễm.
Ngày 2/11 giải trình trước quốc hội, Bộ trưởng Bộ TN&MT Trần Hồng Hà cho là: "Sau một loạt sự cố vừa qua có thể nhận thấy, môi trường của ta đã đến ngưỡng không thể chịu đựng thêm được nữa." 
Bộ Công an cho biết trong năm 2016 đã xử lý hơn 17.000 vụ vi phạm pháp luật về môi trường.

## Quan điểm của chính quyền

### Tuyên bố thủ tướng
Ngày 1-7, trong phiên họp trực tuyến với các địa phương về phát triển kinh tế-xã hội, thủ tướng Nguyễn Xuân Phúc yêu cầu các bộ, ngành, địa phương quán triệt "Không vì môi trường đầu tư mà bỏ qua môi trường sống của người dân. Ông khẳng định: "Không phải vì kinh tế mà chúng ta bỏ qua môi trường trong phát triển, nhất là với một số dự án người dân đang kêu ca phàn nàn hiện nay." 

### Nhận định của Tổng bí thư
Ngày 17/10 ông Nguyễn Phú Trọng trong cuộc tiếp xúc với cử tri quận Ba Đình nhận định: "Không chỉ Formosa đâu, còn các dự án giấy, chế biến thực phẩm..., đều ô nhiễm".

### Giải pháp đề nghị từ Bộ TN&MT
Ngày 2/11 giải trình trước quốc hội, Bộ trưởng Bộ TN&MT Trần Hồng Hà cho là, để giải quyết căn cơ chuyện môi trường phải là tái cơ cấu kinh tế, hạn chế việc phát triển kinh tế thâm dụng vào môi trường, can thiệp vào tự nhiên: "Sau một loạt sự cố vừa qua có thể nhận thấy, môi trường của ta đã đến ngưỡng không thể chịu đựng thêm được nữa. Cần xác lập vị thế mới của môi trường, chuyển từ việc môi trường đi sau phát triển kinh tế sang định hướng môi trường phải đi trước và đi ngay trong quá trình phát triển kinh tế. Vấn đề môi trường cần đưa vào ngay trong mỗi dự án đầu tư, trong quá trình triển khai thực hiện" 

### Xử lý vi phạm pháp luật về môi trường
Bộ trưởng Bộ Công an, thượng tướng Tô Lâm cho biết tại hội nghị trực tuyến của Chính phủ với lãnh đạo 63 tỉnh, TP sáng 29-12, trong năm 2016 đã xử lý hơn 17.000 vụ vi phạm pháp luật về môi trường. Qua đó nâng cao ý thức của các tổ chức, doanh nghiệp, cá nhân, góp phần bảo vệ môi trường, giải tỏa bức xúc của người dân trong các vụ gây ô nhiễm môi trường nghiêm trọng.

## Nghiên cứu về Chỉ số hiệu suất môi trường của Đại học Yale (EPI)
Nghiên cứu này nhằm đánh giá và xếp hạng các quốc gia về các vấn đề môi trường thuộc hàng ưu tiên trong hai lĩnh vực là bảo vệ sức khỏe con người và bảo vệ hệ sinh thái. Năm vấn đề chính được đánh giá, xếp hạng gồm nước và điều kiện vệ sinh, chất lượng không khí, ảnh hưởng tới sức khỏe, nông nghiệp, đa dạng sinh học và môi trường sống.
Theo nghiên cứu mới nhất công bố đầu năm 2016, tính tổng quát năm vấn đề được đánh giá, Việt Nam xếp hạng thứ 131 trên thế giới. Trong đó, với xử lý nước thải, Việt Nam xếp hạng 124/139 quốc gia. Về chất lượng không khí Việt Nam đứng thứ 170/180 quốc gia. Theo GS.TSKH Phạm Ngọc Đăng, Phó chủ tịch Hội Bảo vệ thiên nhiên và môi trường Việt Nam, với lối đánh giá của Mỹ, có thể hiểu Việt Nam nằm trong top 11 quốc gia ô nhiễm bụi nhất thế giới. Theo ông Hoàng Dương Tùng, Phó tổng cục trưởng Tổng cục Môi trường, có bốn nguyên nhân chính gây ô nhiễm bụi là sự gia tăng các phương tiện giao thông, hoạt động xây dựng, đốt rơm rạ và hoạt động của các nhà máy nhiệt điện.

## Báo cáo Bộ trưởng Bộ Công thương
Chiều 6-10, Bộ trưởng Bộ Công thương Trần Tuấn Anh cho biết, hiện còn nhiều doanh nghiệp trong ngành này làm nhà máy, đã đưa vào vận hành nhưng chưa có giấy xác nhận hoàn thành công trình bảo vệ môi trường như: Nhôm Lâm Đồng, Nhiệt điện Vũng Áng - PVN, Nhiệt điện Duyên Hải 1…
Một số doanh nghiệp thay đổi các hạng mục bảo vệ môi trường trong báo cáo đánh giá tác động môi trường (ĐTM) đã được phê duyệt mà chưa thông báo cho cơ quan phê duyệt ĐTM biết, hoặc đã thông báo nhưng chưa được chấp thuận nhưng đã triển khai thực hiện như Nhôm Lâm Đồng, Nhiệt điện Duyên hải 1.
Có doanh nghiệp chưa có giấy phép khai thác tài nguyên nước như Nhiệt điện Duyên hải 1.
Một số doanh nghiệp chưa có giấy phép xả nước thải vào nguồn nước Nhiệt điện Duyên hải 1, Nhiệt điện Hải phòng, Cảng dịch vụ dầu khí tổng hợp (PTSC) Quảng Bình, PTSC Đà Nẵng, PTSC Dung Quất, Công ty TNHH MTV phân bón dầu khí Cà Mau - PVN, Nhà máy đóng tầu Dung Quất - PVN.
Có doanh nghiệp không vận hành hệ thống xử lý nước thải (Nhà máy xử lý nước thải dệt nhuộm tại Khu công nghiệp dệt may Phố Nối của Tập đoàn Dệt may không vận hành mà xả thẳng ra môi trường.
Tại một số nhà máy luyện thép, mặc dù đã được lắp hệ thống kiểm soát bụi, khí thải nhưng do nhà máy đã cũ, công nghệ lạc hậu nên bụi vẫn không được kiểm soát triệt để. Đặc biệt khi nạp liệu vào lò luyện hay khi dập cốc tại lò luyện cốc (Công ty cổ phần gang thép Thái Nguyên - TISCO).
Công ty nhiệt điện Quảng Ninh, khi kiểm tra, kết quả nước làm mát tại cửa xả có thời điểm lên đến 46 độ C, vượt ngưỡng cho phép…

## Ô nhiễm không khí
Báo cáo của Bộ Tài nguyên- Môi trường Việt Nam thừa nhận từ 70 đến 90% ô nhiễm không khí đô thị là từ các hoạt động giao thông- vận tải; công nghiệp và sinh hoạt chỉ chiếm từ 10 đến 30%. Giáo sư- Tiến sĩ Phạm Ngọc Đăng, giám đốc Trung tâm Môi trường Đô thị & Công nghệ nhận xét về tình hình ô nhiễm không khí tại Việt Nam nhất là ở hai thành phố lớn Hà Nội, Sài Gòn: Nói chung yếu tố đáng lo ngại nhất tại các đô thị Việt Nam là bụi, gấp 3-5 lần tiêu chuẩn cho phép, đặc biệt là bụi mịn.

## Tháng 3

### Xây Resort không giấy phép tại VQG Ba Vì
Ngày 29-2-2016, Bộ trưởng Bộ NN&PTNT Cao Đức Phát đã chỉ đạo đình chỉ xây dựng công trình khu nghỉ dưỡng Le Mont Bavi Resort & Spa tại Vườn quốc gia Ba Vì (Hà Nội), yêu cầu Tổng cục Lâm nghiệp thành lập ngay đoàn thanh tra, làm rõ vi phạm tại công trình resort. Công trình Le Mont Bavi Resort & Spa do Công ty TNHH Phát triển công nghệ (CFTD) làm chủ đầu tư tọa lạc ở độ cao 600 m (cốt 600) giữa VQG Ba Vì. Đây là khu nghỉ dưỡng 4 sao bề thế với hàng chục khách sạn, biệt thự, bể bơi... đã gần như hoàn tất và đưa vào sử dụng trong khi chưa được phê duyệt dự án lẫn giấy phép xây dựng . Theo báo Tuổi Trẻ, ban giám đốc Vườn quốc gia Ba Vì (thuộc Bộ NN&PTNT) đã nhận của Công ty TNHH Phát triển công nghệ 8 tỉ đồng và giao 53ha đất rừng cho doanh nghiệp xây dựng khu resort này với thời hạn 50 năm.

### Quặng tặc ở Tuyên Quang
Theo phản ánh của người dân địa phương, có một nhóm "quặng tặc" hoạt động công khai tại thôn Khuôn Bén xã Công Đa huyện Yên Sơn (Tuyên Quang) dùng máy xúc và ô tô khai thác vận chuyển số lượng lớn quặng pazit (Baryt) đi tiêu thụ. Ngày 17/3, tổ công tác của Sở Tài nguyên Môi trường tỉnh tới khu vực khai thác quặng thu giữ được số quặng, còn các phương tiện như ô tô, máy móc 2 máy xúc và 1 giàn sàng tuyển quặng cỡ lớn thì lại không tịch thu.

## Tháng 4

### Vụ xả thải ra biển của Formosa Vũng Áng
Chính quyền Việt Nam đã có bằng chứng việc cá chết hàng loạt ven biển 4 tỉnh miền Trung Hà Tĩnh, Quảng Bình, Quảng trị, Thừa Thiên-Huế là từ việc xả thải ra biển của công ty Formosa Vũng Áng. Công ty này đã thừa nhân và chịu bồi thường 500 triệu USD.

### Cá chết hàng loạt tại sông Bưởi
Công ty CP mía đường Hòa Bình (trụ sở tại xã Tân Mỹ, Lạc Sơn, Hòa Bình) thừa nhận đã xả nước thải chưa qua xử lý ra thượng nguồn sông Bưởi. Việc xả thải bẩn diễn ra nhiều ngày liên tiếp trong khoảng nửa cuối tháng 4 đến đầu tháng 5.
Ngoài cá sinh sống trong môi trường tự nhiên, đã có gần 7 tấn cá nuôi tại các lồng bè trên sông Bưởi của người dân các xã Thạch Lâm, Thạch Quảng, Thạch Cẩm, Thành Mỹ (huyện Thạch Thành) bị chết.

## Tháng 5

### 70 tấn cá chết tại kênh Nhiêu Lộc – Thị Nghè
Vào tháng 5, trên 70 tấn cá chết được vớt lên từ kênh Nhiêu Lộc – Thị Nghè. Nguyên nhân dẫn đến cá chết là ô nhiễm hữu cơ và khí độc do cơn mưa đầu mùa cuốn lượng ô nhiễm chủ yếu từ hệ thống cống thoát nước từ nhiều khu vực của Q.Tân Bình ra kênh.

### Nước bùn tẩy rửa quặng đổ xuống suối chảy ra sông Hồng
Công ty cổ phần khoáng sản Đại Phát tại khu vực cầu Quần, thôn Khe Pháo, xã Châu Quế Hạ huyện Văn Yên, tỉnh Yên Bái (Hoàng Văn Vịnh - Chủ tịch UBND xã), tuy bị đình chỉ vẫn tiếp tục hoạt động, máy xúc, máy nghiền cùng giàn vòi phun nước vẫn xả toàn bộ tạp chất lẫn trong bùn đỏ không xử lý xuống khe suối chảy ra sông Hồng.

## Tháng 6

### Cá chết hàng loạt ở hồ Đại An
Kết quả phân tích mẫu nước tại hồ Đại An, thuộc phường 5, TP Đông Hà cho thấy nguồn nước ở hồ Đại An đã bị ô nhiễm nghiêm trọng từ việc xả thải của khu dân cư và các cơ sở sản xuất kinh doanh đóng quanh khu vực hồ là nguyên nhân chính gây ra tình trạng cá chết hàng loạt được phát hiện từ tháng 6.

### Cát tặc ở Thanh Hóa
Mặc dù mới đây, UBND huyện Thường Xuân đã ra quyết định thu hồi đất của bãi cát trái phép của Trưởng thôn Lê Thế Đức (thôn Trung Tiến, xã Xuân Cao), nghiêm cấm hoàn toàn việc khai thác cát trên toàn huyện từ ngày 15/8/2016, nhưng bãi cát vẫn hoạt động như chưa hề có chuyện gì xảy ra. Trước đó, ngày 5/6/2016, Đoàn công tác huyện Thường Xuân về hiện trường, quyết định đình chỉ hoạt động của bãi khai thác cát trái phép trên, nhưng sau đó, bãi cát vẫn tập kết xuồng máy, máy xúc hoạt động trở lại, mặc dù bãi cát được Đoàn công tác huyện rào lại bằng lưới thép B40, vẫn bị chủ bãi cát phá toang để xe chở cát hoạt động trở lại. Ngày 4/7/2016, UBND xã Xuân Cao tiếp tục gửi báo cáo tới UBND huyện Thường Xuân, thông báo về việc bãi cát hoạt động trở lại, nhưng cũng không có phản hồi.

## Tháng 7

### Cá chết hàng loạt trên thượng nguồn sông Sài Gòn
Công ty TNHH nông sản Việt Phước, trụ sở tại xã Minh Tâm, huyện Hớn Quản, tỉnh Bình Phước bị đề nghị xử phạt gần 300 triệu đồng do công ty có vi phạm xả nước thải bẩn chưa qua xử lý trực tiếp ra sông Sài Gòn và vứt hàng trăm xác heo chết cũng ra đó gây ước lượng khoảng 2 tấn cá chết.

## Tháng 8

### CCN Hoàng Gia từ 10 năm nay xả nước ô nhiễm thẳng ra môi trường xung quanh
Báo Tuổi Trẻ đưa tin vào tháng 8 năm 2016, Cụm công nghiệp (CCN) Hoàng Gia với 52 doanh nghiệp, có tổng diện tích hơn 128ha do Công ty TNHH Hoàng Gia Long An làm chủ đầu tư tại xã Mỹ Hạnh Nam, H. Đức Hòa, hoạt động suốt hơn 10 năm qua nhưng không có nhà máy xử lý nước thải trung ương. Những đường cống xả nước ô nhiễm thẳng ra môi trường xung quanh.

### Phá rừng trái phép ở Yên Bái
Ngày 5/8/2016, UBND huyện Văn Yên nhận được nội dung phản ánh của Báo điện tử Phapluatplus.vn về việc phát phá rừng trái pháp luật, tại thôn Gốc Mít, xã Đông An (Ông Hoàng Mạnh Hùng - Chủ tịch UBND xã), đã gởi Công văn phúc đáp đề ngày 6/8/2016. Theo đó, địa điểm rừng bị phát phá tại Tiểu khu 120, khoảnh 1, thôn Gốc Mít, xã Đông An, đối tượng rừng bị phá là rừng tự nhiên sản xuất, do UBND xã Đông An quản lý, diện tích rừng bị phá là 5,542 ha. Tại báo cáo của UBND huyện Văn Yên đề ngày 9/8/2016 nêu rõ: Vụ việc phát phá rừng trên địa bàn thôn Gốc Mít, được UBND xã Đông An phát hiện xử lý từ ngày 9/7/2016. UBND xã Đông An đã không hề báo cáo UBND huyện, đến ngày 2/8/2016 mới có báo cáo gửi hạt Kiểm lâm huyện xin ý kiến chỉ đạo giải quyết vụ việc. Phó Hạt Kiểm lâm cho biết, từ ngày 18/2/2016, đã kiểm tra và bắt quả tang hành vi phát phá rừng tại khu vực thôn Gốc mít, ngày 25/2 đã lập biên bản bàn giao cho UBND xã Đông An xác minh xử lý, nhưng đến nay xã vẫn chưa giải quyết. Không chỉ riêng thôn Gốc Mít, mà tại thôn Trà cũng có 12 trường hợp, bị lập biên bản về việc phát phá rừng và cũng lâm vào tình trạng việc giải quyết bị trì trệ. Qua quan sát thực tế tại hiện trường ngày 1/8/2016, những tài liệu liên quan và hàng chục m3 gỗ rừng các loại bị lâm tặc bỏ lại, có thể khẳng định, đây là một vụ phát phá rừng với quy mô lớn, gỗ, vầu, lâm sản phụ được vận chuyển ra khỏi rừng mang đi tiêu thụ mà không hề vấp phải sự ngăn chặn của cơ quan chức năng. Không chỉ vậy, các đối tượng đã ngang nhiên xây dựng nhà tạm, chăn nuôi gia súc trên đầu nguồn nước và trên đất vi phạm, đánh đường ô tô, kéo điện lưới, hoạt động lâu dài.

### Chất thải chất thành núi ở KCN Đình Vũ, Hải Phòng
Công ty cổ phần DAP - Vinachem (khu công nghiệp Đình Vũ, TP Hải Phòng) sau 7 năm hoạt động thải ra hàng triệu tấn chất thải có tên gypsum làm đổi màu nước, ăn mòn kim loại và hủy hoại đời sống động, thực vật xung quanh. Hiện 2 bãi chứa chất thải của nhà máy rộng 18,4 ha, chất cao hơn 40 m.
Nhà máy DAP Đình Vũ thuộc Công ty cổ phần DAP - Vinachem (Khu công nghiệp Đình Vũ, quận Hải An, TP Hải Phòng) là dự án nhóm A do Thủ tướng quyết định đầu tư, với mức vốn 172,3 triệu USD, công suất 330.000 tấn/năm. Sau khi đấu thầu, tổng vốn đầu tư giảm xuống 165 triệu USD. Đơn vị trúng thầu là doanh nghiệp Trung Quốc. Nhà máy được khởi công ngày 27/7/2003, đến ngày 11/4/2009 hoàn thành và đưa vào sản xuất mẻ phân bón Diamin phosphat (DAP) đầu tiên.

## Tháng 10

### Nhà máy thủy điện Hố Hô xả lũ
Khoảng 17h45 ngày 14/10/2016, nhà máy thủy điện Hố Hô (giáp ranh giữa Quảng Bình và Hà Tĩnh) bất ngờ xả lũ ồ ạt khiến hàng nghìn hộ dân huyện Hương Khê ngập sâu trong biển nước. Việc xả lũ ồ ạt với lưu lượng 1.800 m3/s trong 4 giờ kèm theo mưa lớn khiến mực nước lên rất nhanh. Nhiều người dân không kịp trở tay, nước dâng ngập lút nóc nhà, nhấn chìm nhiều tài sản.
Tiến sỹ Lê Anh Tuấn, phó viện trưởng Viện Nghiên cứu Biến đổi Khí hậu thuộc Đại học Cần Thơ bình luận: "Trách nhiệm của nhà máy thủy điện là phải chủ động tháo nước trong các hồ chứa ra trước khi mưa bão đến. Tôi nghĩ cái quy trình vận hành này có vấn đề nên họ không có chủ động trong chuyện tháo nước trong hồ chứa ra trước khi mưa bão về. Nên khi mưa bão về lớn, họ sợ vỡ đập nên họ phải xả nước như vậy". Ông cho biết, thông thường các thiết kế nhà máy thủy điện phải tính toán đến tần suất gây mưa bão trong khu vực, và phải có khả năng phối hợp để dự báo thời tiết trước 5-7 ngày, hoặc tối thiểu là 3-4 ngày.
Hôm 18/10, Luật sư Ngô Ngọc Trai và 12 luật sư khác từ các Đoàn Luật sư Hà Nội, TP Hồ Chí Minh và Tây Ninh đã gởi kiến nghị đến Tổng bí thư, Chủ tịch nước, Chủ tịch Quốc hội và Thủ tướng yêu cầu phá bỏ ngay những đập thủy điện gây nguy hại cho người dân.